# Süper Lig
Süper Lig (phát âm tiếng Thổ Nhĩ Kỳ: [ˈsypæɾ liɟ], Super League), được biết đến với tên gọi Trendyol Süper Lig vì lý do tài trợ, là một giải đấu chuyên nghiệp Thổ Nhĩ Kỳ dành cho các câu lạc bộ bóng đá. Đây là giải đấu hàng đầu của hệ thống các giải bóng đá Thổ Nhĩ Kỳ và được điều hành bởi Liên đoàn bóng đá Thổ Nhĩ Kỳ (TFF). Từ mùa giải 2025–26 có mười tám câu lạc bộ thi đấu, với ba câu lạc bộ được thăng hạng và xuống hạng ở 1. Lig. Mùa giải diễn ra từ tháng 8 đến tháng 5 năm sau, với mỗi câu lạc bộ thi đấu 34 trận. Các trận đấu diễn ra từ thứ Sáu đến thứ Hai.
Giải đấu ban đầu được thành lập vào năm 1923. Giải đấu kế tục Giải vô địch bóng đá Thổ Nhĩ Kỳ và Giải bóng đá quốc gia, cả hai đều là các giải đấu quốc gia cấp cao nhất trước đây. Süper Lig hiện đứng thứ 10 trong bảng xếp hạng các giải đấu theo hệ số của UEFA dựa trên thành tích của các câu lạc bộ tại các giải đấu châu Âu trong 5 năm qua. Tổng cộng có 73 câu lạc bộ đã thi đấu tại Süper Lig, nhưng chỉ có sáu câu lạc bộ giành được danh hiệu cho đến nay: Galatasaray (25), Fenerbahçe (19), Beşiktaş (16), Trabzonspor (7), İstanbul Başakşehir (1) và Bursaspor (1).

## Lịch sử
Bóng đá ở Thổ Nhĩ Kỳ bắt nguồn từ cuối thế kỷ 19, khi những người Anh mang theo trò chơi khi sống ở Salonica (khi đó là một phần của Đế chế Ottoman). Giải đấu đầu tiên là Giải bóng đá Istanbul, diễn ra vào mùa giải 1904–05. Giải đấu đã trải qua một số biến thể cho đến khi thành lập Millî Lig (Süper Lig) vào năm 1959. Giữa việc thành lập Istanbul League và Millî Lig, một số giải đấu khu vực khác đã diễn ra: Adana (1924), Ankara (1922), Eskişehir (1924), İzmir (1924), Bursa (1924), và Trabzon (1922), để kể tên một số. Cuộc thi đầu tiên mang lại một nhà vô địch quốc gia là Giải vô địch bóng đá Thổ Nhĩ Kỳ trước đây, bắt đầu vào năm 1924 và tiếp tục cho đến năm 1951. Thể thức vô địch dựa trên một cuộc thi đấu loại trực tiếp, tranh giành giữa những người chiến thắng của mỗi giải đấu khu vực hàng đầu của đất nước. National Division (tiếng Thổ Nhĩ Kỳ: Millî Küme) là giải đấu quốc gia đầu tiên ở Thổ Nhĩ Kỳ. Bắt đầu vào năm 1937, National Division bao gồm các câu lạc bộ mạnh nhất từ các giải đấu Ankara, Istanbul và İzmir. Giải vô địch kéo dài đến năm 1950.

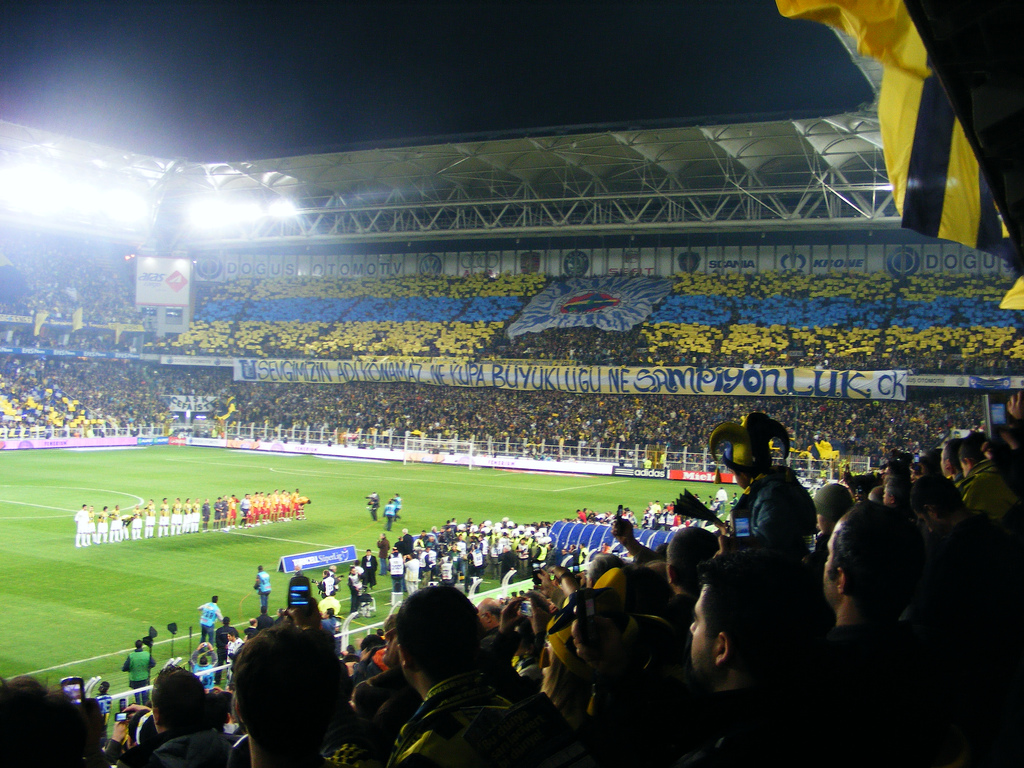
Trận đấu giữa Fenerbahçe–Galatasaray trên sân vận động Şükrü Saracoğlu.

Cúp Liên đoàn được thành lập vào năm 1956 để quyết định một nhà vô địch quốc gia. Nhà vô địch này sẽ tham dự cúp châu Âu. Cuộc thi được tổ chức trong hai mùa giải cho đến khi được thay thế bởi Millî Lig. Beşiktaş đã giành được cả hai giải đấu và đủ điều kiện tham dự Cúp châu Âu trong khoảng thời gian hai năm. Tuy nhiên, vì TFF không ghi tên họ vào lễ bốc thăm đúng lúc, nên rốt cuộc Beşiktaş không thể tham dự mùa giải 1957–58.
Các câu lạc bộ hàng đầu của Ankara, Istanbul và İzmir đã thi đấu tại Giải VĐQG Thổ Nhĩ Kỳ 1959. Mùa giải đầu tiên diễn ra vào năm dương lịch 1959, thay vì 1958-59, kể từ khi vòng loại diễn ra vào năm 1958. 16 câu lạc bộ đã thi đấu trong mùa giải đầu tiên là: Adalet (Istanbul), Altay (İzmir), Ankaragücü ( Ankara), Ankara Demirspor (Ankara), Beşiktaş (Istanbul), Beykoz (Istanbul), Karagümrük (Istanbul), Fenerbahçe (Istanbul), Galatasaray (Istanbul), Gençlerbirliği (Ankara), Göztepe (İzmir), Hacettepe Gençlik(Ankara), İstanbulspor, İzmirspor, Karşıyaka (İzmir), và Vefa (Istanbul). Nhà vô địch đầu tiên là Fenerbahçe và "Gol Kralı" (Vua phá lưới) đầu tiên là Metin Oktay. Không có câu lạc bộ nào được thăng hạng hoặc xuống hạng vào cuối mùa giải đầu tiên.
2. Lig (Second League) đã được tạo ra vào lúc bắt đầu của 1963-1964 mùa và Milli Lig trở nên được gọi là 1.Lig (First League). Trước khi giải hạng hai được thành lập, ba câu lạc bộ cuối bảng đã cạnh tranh với những người vô địch giải đấu khu vực trong một cuộc thi có tên là Đại hội thể thao Baraj. Ba đội đứng đầu của bảng được thăng hạng lên Süper Lig. Sau khi thành lập giải hạng hai mới vào năm 2001, được gọi là 1. Lig, trước đây có tên là 1. Lig được đổi tên thành Süper Lig. Süper Lig là sân nhà của trận derby Fenerbahçe – Galatasaray, trận đấu bóng đá được xem nhiều nhất ở Thổ Nhĩ Kỳ. Nó được coi là một trong những trận đấu hay nhất và khốc liệt nhất trên thế giới, được xếp vào hàng những kình địch bóng đá lớn nhất mọi thời đại bởi nhiều nguồn quốc tế khác nhau.

## Thể thức thi đấu

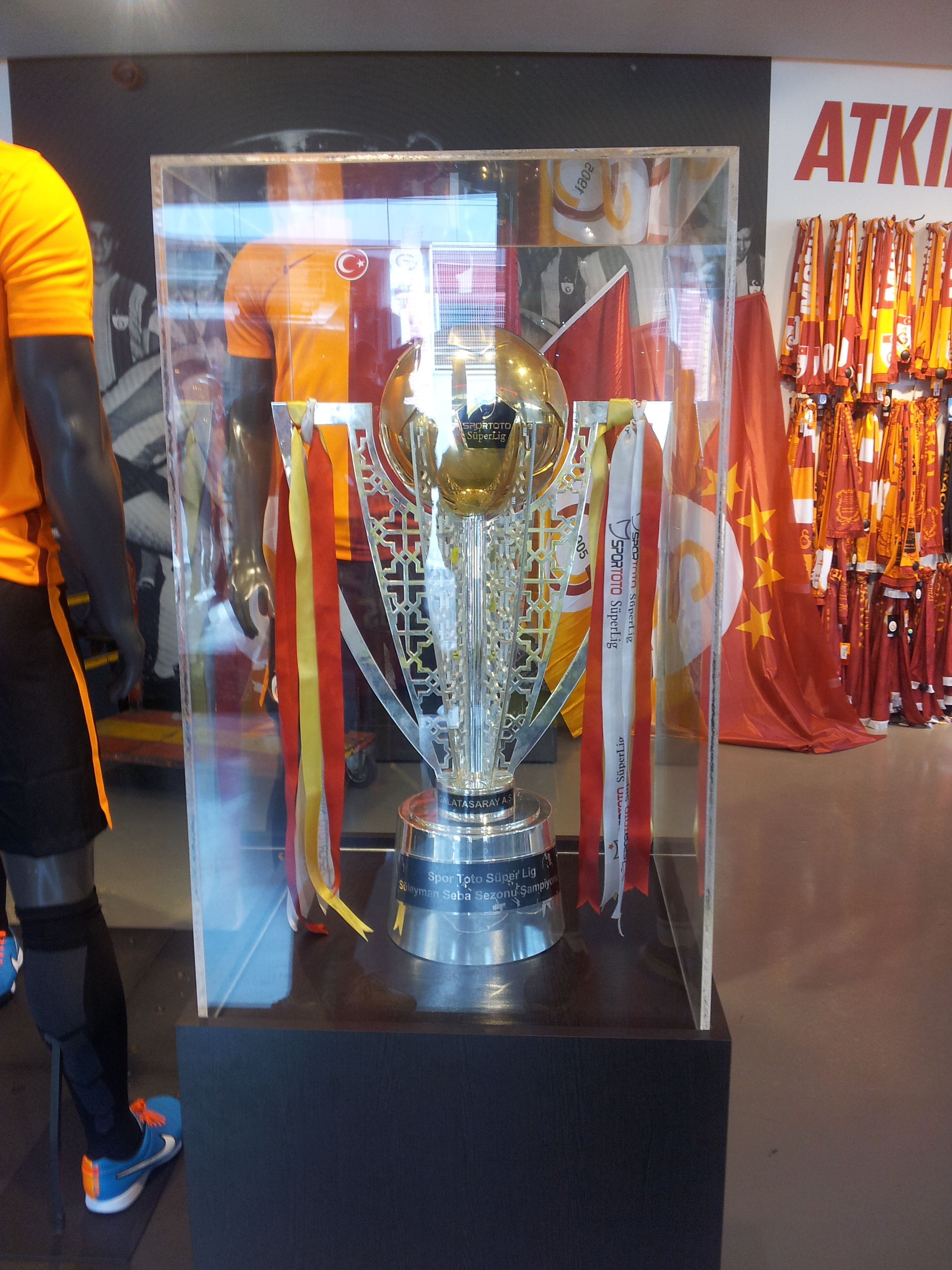
Cúp vô địch Süper Lig kể từ năm 2015.

Có 18 câu lạc bộ tham dự Süper Lig cho đến năm 2020. 20 Câu lạc bộ đang thi đấu tại Süper Lig bắt đầu từ năm 2020. Trong suốt mùa giải (từ tháng 8 đến tháng 5), mỗi câu lạc bộ đấu với nhau hai lần (hệ thống vòng tròn hai lượt), một lần trên sân nhà của họ và một lần trên sân của đối thủ, tổng cộng 38 trận. Các đội nhận được ba điểm cho một trận thắng và một điểm cho một trận hòa. Không có điểm được trao cho một mất mát. Các đội được xếp hạng theo tổng điểm, sau đó là thành tích đối đầu, sau đó là hiệu số bàn thắng bại và sau đó là số bàn thắng ghi được. Vào cuối mỗi mùa giải, câu lạc bộ có nhiều điểm nhất sẽ lên ngôi vô địch. Nếu số điểm bằng nhau, thành tích đối đầu và sau đó là hiệu số bàn thắng bại sẽ quyết định đội chiến thắng. Ba đội có vị trí thấp nhất sẽ xuống hạng 1. Lig và hai đội hàng đầu từ 1. Lig, và đội thắng trong trận play-off liên quan đến Các câu lạc bộ xếp thứ ba đến thứ bảy tại 1. Lig được thăng chức ở vị trí của họ.
- 16 câu lạc bộ: 1959
- 20 câu lạc bộ: 1959–1962
- 22 câu lạc bộ: 1962–1963
- 18 câu lạc bộ: 1963–1964
- 16 câu lạc bộ: 1964–1966
- 17 câu lạc bộ: 1966–1968
- 16 câu lạc bộ: 1968–1981
- 17 câu lạc bộ: 1981–1982
- 18 câu lạc bộ: 1982–1985
- 19 câu lạc bộ: 1985–1987
- 20 câu lạc bộ: 1987–1988
- 19 câu lạc bộ: 1988–1989
- 18 câu lạc bộ: 1989–1990
- 16 câu lạc bộ: 1990–1994
- 18 câu lạc bộ: 1994–2020
- 21 câu lạc bộ: 2020–2021
- 20 câu lạc bộ: 2021–2022
- 19 câu lạc bộ: 2022–2023
- 20 câu lạc bộ: 2023–nay

### Điều kiện đủ để thi đấu tại các giải đấu châu Âu
Các suất tham dự các giải đấu châu Âu như sau: nhà vô địch thi đấu ở vòng bảng Champions League, á quân thi đấu ở vòng loại thứ hai Champions League, vị trí thứ ba giành quyền tham dự vòng sơ loại thứ ba của Europa League, và vị trí thứ tư vượt qua vòng loại cho vòng loại thứ hai của Europa League. Vị trí thứ năm được trao cho đội vô địch Cúp quốc gia Thổ Nhĩ Kỳ, đội đủ điều kiện tham dự vòng play-off Europa League. Nếu đội vô địch Cúp quốc gia Thổ Nhĩ Kỳ đã đủ điều kiện tham dự giải đấu châu Âu thông qua kết thúc giải đấu của họ, câu lạc bộ có vị trí cao nhất tiếp theo trong giải đấu sẽ chiếm vị trí của họ.

## Xếp hạng UEFA
Tính đến  ngày 11 tháng 8 năm 2022
| Thứ hạng | Thứ hạng | Thứ hạng    | Giải đấu                 | Hệ số   | Hệ số   | Hệ số   | Hệ số   | Hệ số   | Hệ số  |
| 2021h    | 2022     | Dịch chuyển | Giải đấu                 | 2018–19 | 2019–20 | 2020–21 | 2021–22 | 2022–23 | Total  |
| -------- | -------- | ----------- | ------------------------ | ------- | ------- | ------- | ------- | ------- | ------ |
| 19       | 18       | +1          | Croatian Football League | 5,750   | 4,375   | 5.900   | 6,000   | 3,125   | 25,150 |
| 20       | 19       | +1          | Süper Lig                | 5.500   | 5.000   | 3.100   | 6.700   | 4.800   | 25.100 |
| 15       | 20       | -5          | Super League Greece      | 5,100   | 4,900   | 5,100   | 8,000   | 1,625   | 24,725 |

## Danh sách các đội vô địch
Tổng cộng, mười lăm câu lạc bộ khác nhau đã giành được danh hiệu vô địch Thổ Nhĩ Kỳ, bao gồm các danh hiệu giành được trước khi Süper Lig ra đời, cụ thể là ở Turkish Football Championship trước đây và Turkish National Division, bị Liên đoàn bóng đá Thổ Nhĩ Kỳ từ chối và không tính, thậm chí mặc dù chúng là chức vô địch chính thức của chính TFF. Galatasaray tuyên bố đã giành được nhiều chức vô địch quốc gia nhất, với tổng cộng 22 danh hiệu; Tuy nhiên, trên thực tế họ chỉ giành được 22 danh hiệu được liên đoàn công nhận.
Chỉ có sáu câu lạc bộ vô địch kể từ khi Super League ra đời: Galatasaray 25 lần, Fenerbahçe 19 lần, Beşiktaş 16 lần (xem ghi chú bên dưới), Trabzonspor 7 lần, Bursaspor và İstanbul Başakşehir mỗi đội một lần.
| Mùa giải  | Vô địch                 | Á quân              | Hạng ba             | Vua phá lưới                                                  | Số bàn thắng |
| --------- | ----------------------- | ------------------- | ------------------- | ------------------------------------------------------------- | ------------ |
| 1956–57   | Beşiktaş (1)            | Galatasaray         | Altay               | Nazmi Bilge (Beşiktaş)                                        | 8            |
| 1957–58   | Beşiktaş (2)            | Galatasaray         | —                   | Lefter Küçükandonyadis (Fenerbahçe) Metin Oktay (Galatasaray) | 10           |
| 1959      | Fenerbahçe (1)          | Galatasaray         | —                   | Metin Oktay (Galatasaray)                                     | 11           |
| 1959–60   | Beşiktaş (3)            | Fenerbahçe          | Galatasaray         | Metin Oktay (Galatasaray)                                     | 33           |
| 1960–61   | Fenerbahçe (2)          | Galatasaray         | Beşiktaş            | Metin Oktay (Galatasaray)                                     | 36           |
| 1961–62   | Galatasaray (1)         | Fenerbahçe          | Beşiktaş            | Fikri Elma (Ankara Demirspor)                                 | 21           |
| 1962–63   | Galatasaray (2)         | Beşiktaş            | Fenerbahçe          | Metin Oktay (Galatasaray)                                     | 38           |
| 1963–64   | Fenerbahçe (3)          | Beşiktaş            | Galatasaray         | Güven Önüt (Beşiktaş)                                         | 19           |
| 1964–65   | Fenerbahçe (4)          | Beşiktaş            | Galatasaray         | Metin Oktay (Galatasaray)                                     | 17           |
| 1965–66   | Beşiktaş (4)            | Galatasaray         | Gençlerbirliği      | Ertan Adatepe (Ankaragücü)                                    | 20           |
| 1966–67   | Beşiktaş (5)            | Fenerbahçe          | Galatasaray         | Ertan Adatepe (Ankaragücü)                                    | 18           |
| 1967–68   | Fenerbahçe (5)          | Beşiktaş            | Galatasaray         | Fevzi Zemzem (Göztepe)                                        | 19           |
| 1968–69   | Galatasaray (3)         | Eskişehirspor       | Beşiktaş            | Metin Oktay (Galatasaray)                                     | 17           |
| 1969–70   | Fenerbahçe (6)          | Eskişehirspor       | Altay               | Fethi Heper (Eskişehirspor)                                   | 13           |
| 1970–71   | Galatasaray (4)         | Fenerbahçe          | Göztepe             | Ogün Altıparmak (Fenerbahçe)                                  | 16           |
| 1971–72   | Galatasaray (5)         | Eskişehirspor       | Fenerbahçe          | Fethi Heper (Eskişehirspor)                                   | 20           |
| 1972–73   | Galatasaray (6)         | Fenerbahçe          | Eskişehirspor       | Osman Arpacıoğlu (Fenerbahçe)                                 | 16           |
| 1973–74   | Fenerbahçe (7)          | Beşiktaş            | Boluspor            | Cemil Turan (Fenerbahçe)                                      | 14           |
| 1974–75   | Fenerbahçe (8)          | Galatasaray         | Eskişehirspor       | Ömer Kaner (Eskişehirspor)                                    | 14           |
| 1975–76   | Trabzonspor (1)         | Fenerbahçe          | Galatasaray         | Cemil Turan (Fenerbahçe) Ali Osman Renklibay (Ankaragücü)     | 17           |
| 1976–77   | Trabzonspor (2)         | Fenerbahçe          | Altay               | Necmi Perekli (Trabzonspor)                                   | 18           |
| 1977–78   | Fenerbahçe (9)          | Trabzonspor         | Galatasaray         | Cemil Turan (Fenerbahçe)                                      | 17           |
| 1978–79   | Trabzonspor (3)         | Galatasaray         | Fenerbahçe          | Özer Umdu (Adanaspor)                                         | 15           |
| 1979–80   | Trabzonspor (4)         | Fenerbahçe          | Zonguldakspor       | Mustafa Denizli (Altay) Bahtiyar Yorulmaz (Bursaspor)         | 12           |
| 1980–81   | Trabzonspor (5)         | Adanaspor           | Galatasaray         | Bora Öztürk (Adanaspor)                                       | 15           |
| 1981–82   | Beşiktaş (6)            | Trabzonspor         | Fenerbahçe          | Selçuk Yula (Fenerbahçe)                                      | 16           |
| 1982–83   | Fenerbahçe (10)         | Trabzonspor         | Galatasaray         | Selçuk Yula (Fenerbahçe)                                      | 19           |
| 1983–84   | Trabzonspor (6)         | Fenerbahçe          | Galatasaray         | Tarik Hodžić (Galatasaray)                                    | 16           |
| 1984–85   | Fenerbahçe (11)         | Beşiktaş            | Trabzonspor         | Aykut Yiğit (Sakaryaspor)                                     | 20           |
| 1985–86   | Beşiktaş (7)            | Galatasaray         | Samsunspor          | Tanju Çolak (Samsunspor)                                      | 33           |
| 1986–87   | Galatasaray (7)         | Beşiktaş            | Samsunspor          | Tanju Çolak (Samsunspor)                                      | 25           |
| 1987–88   | Galatasaray (8)         | Beşiktaş            | Malatyaspor         | Tanju Çolak (Galatasaray)                                     | 39           |
| 1988–89   | Fenerbahçe (12)         | Beşiktaş            | Galatasaray         | Aykut Kocaman (Fenerbahçe)                                    | 29           |
| 1989–90   | Beşiktaş (8)            | Fenerbahçe          | Trabzonspor         | Feyyaz Uçar (Beşiktaş)                                        | 28           |
| 1990–91   | Beşiktaş (9)            | Galatasaray         | Trabzonspor         | Tanju Çolak (Galatasaray)                                     | 31           |
| 1991–92   | Beşiktaş (10)           | Fenerbahçe          | Galatasaray         | Aykut Kocaman (Fenerbahçe)                                    | 25           |
| 1992–93   | Galatasaray (9)         | Beşiktaş            | Trabzonspor         | Tanju Çolak (Fenerbahçe)                                      | 27           |
| 1993–94   | Galatasaray (10)        | Fenerbahçe          | Trabzonspor         | Bülent Uygun (Fenerbahçe)                                     | 22           |
| 1994–95   | Beşiktaş (11)           | Trabzonspor         | Galatasaray         | Aykut Kocaman (Fenerbahçe)                                    | 27           |
| 1995–96   | Fenerbahçe (13)         | Trabzonspor         | Beşiktaş            | Shota Arveladze (Trabzonspor)                                 | 25           |
| 1996–97   | Galatasaray (11)        | Beşiktaş            | Fenerbahçe          | Hakan Şükür (Galatasaray)                                     | 38           |
| 1997–98   | Galatasaray (12)        | Fenerbahçe          | Trabzonspor         | Hakan Şükür (Galatasaray)                                     | 33           |
| 1998–99   | Galatasaray (13)        | Beşiktaş            | Fenerbahçe          | Hakan Şükür (Galatasaray)                                     | 19           |
| 1999–2000 | Galatasaray (14)        | Beşiktaş            | Gaziantepspor       | Serkan Aykut (Samsunspor)                                     | 30           |
| 2000–01   | Fenerbahçe (14)         | Galatasaray         | Gaziantepspor       | Okan Yılmaz (Bursaspor)                                       | 23           |
| 2001–02   | Galatasaray (15)        | Fenerbahçe          | Beşiktaş            | Arif Erdem (Galatasaray) İlhan Mansız (Beşiktaş)              | 21           |
| 2002–03   | Beşiktaş (12)           | Galatasaray         | Gençlerbirliği      | Okan Yılmaz (Bursaspor)                                       | 24           |
| 2003–04   | Fenerbahçe (15)         | Trabzonspor         | Beşiktaş            | Zafer Biryol (Konyaspor)                                      | 25           |
| 2004–05   | Fenerbahçe (16)         | Trabzonspor         | Galatasaray         | Fatih Tekke (Trabzonspor)                                     | 31           |
| 2005–06   | Galatasaray (16)        | Fenerbahçe          | Beşiktaş            | Gökhan Ünal (Kayserispor)                                     | 25           |
| 2006–07   | Fenerbahçe (17)         | Beşiktaş            | Galatasaray         | Alex (Fenerbahçe)                                             | 19           |
| 2007–08   | Galatasaray (17)        | Fenerbahçe          | Beşiktaş            | Semih Şentürk (Fenerbahçe)                                    | 17           |
| 2008–09   | Beşiktaş (13)           | Sivasspor           | Trabzonspor         | Milan Baroš (Galatasaray)                                     | 20           |
| 2009–10   | Bursaspor (1)           | Fenerbahçe          | Galatasaray         | Ariza Makukula (Kayserispor)                                  | 21           |
| 2010–11   | Fenerbahçe (18)         | Trabzonspor         | Bursaspor           | Alex (Fenerbahçe)                                             | 28           |
| 2011–12   | Galatasaray (18)        | Fenerbahçe          | Trabzonspor         | Burak Yılmaz (Trabzonspor)                                    | 33           |
| 2012–13   | Galatasaray (19)        | Fenerbahçe          | Beşiktaş            | Burak Yılmaz (Galatasaray)                                    | 24           |
| 2013–14   | Fenerbahçe (19)         | Galatasaray         | Beşiktaş            | Aatif Chahechouhe (Sivasspor)                                 | 17           |
| 2014–15   | Galatasaray (20)        | Fenerbahçe          | Beşiktaş            | Fernandão (Bursaspor)                                         | 22           |
| 2015–16   | Beşiktaş (14)           | Fenerbahçe          | Konyaspor           | Mario Gómez (Beşiktaş)                                        | 26           |
| 2016–17   | Beşiktaş (15)           | İstanbul Başakşehir | Fenerbahçe          | Vágner Love (Alanyaspor)                                      | 23           |
| 2017–18   | Galatasaray (21)        | Fenerbahçe          | İstanbul Başakşehir | Bafétimbi Gomis (Galatasaray)                                 | 29           |
| 2018–19   | Galatasaray (22)        | İstanbul Başakşehir | Beşiktaş            | Mbaye Diagne (Galatasaray)                                    | 30           |
| 2019–20   | İstanbul Başakşehir (1) | Trabzonspor         | Beşiktaş            | Alexander Sørloth (Trabzonspor)                               | 24           |
| 2020–21   | Beşiktaş (16)           | Galatasaray         | Fenerbahçe          | Aaron Boupendza (Hatayspor)                                   | 22           |
| 2021-22   | Trabzonspor (7)         | Fenerbahçe          | Konyaspor           | en:Umut Bozok                                                 | 20           |
| 2022-23   | Galatasaray (23)        | Fenerbahçe          | Beşiktaş            | Enner Valencia                                                | 29           |
| 2023-24   | Galatasaray (24)        | Fenerbahçe          | Trabzonspor         | Mauro Icardi                                                  | 25           |
| 2024–25   | Galatasaray (25)        | Fenerbahçe          | Samsunspor          | Victor Osimhen                                                | 26           |

### Thống kê các nhà vô địch
| Câu lạc bộ          | Vô địch | Á quân | Mùa giải vô địch | Mùa giải á quân |
| ------------------- | ------- | ------ | --- | --- |
| Galatasaray         | 25      | 13     | 1961–62, 1962–63, 1968–69, 1970–71, 1971–72, 1972–73, 1986–87, 1987–88, 1992–93, 1993–94, 1996–97, 1997–98, 1998–99, 1999–2000, 2001–02, 2005–06, 2007–08, 2011–12, 2012–13, 2014–15, 2017–18, 2018–19, 2022-23, 2023-24, 2024-25 | 1956–571, 1957–581, 1959, 1960–61, 1965–66, 1974–75, 1978–79, 1985–86, 1990–91, 2000–01, 2002–03, 2013–14, 2020–21 |
| Fenerbahçe          | 19      | 26     | 1959, 1960–61, 1963–64, 1964–65, 1967–68, 1969–70, 1973–74, 1974–75, 1977–78, 1982–83, 1984–85, 1988–89, 1995–96, 2000–01, 2003–04, 2004–05, 2006–07, 2010–11, 2013–14                                                            | 1959–60, 1961–62, 1966–67, 1970–71, 1972–73, 1975–76, 1976–77, 1979–80, 1983–84, 1989–90, 1991–92, 1993–94, 1997–98, 2001–02, 2005–06, 2007–08, 2009–10, 2011–12, 2012–13, 2014–15, 2015–16, 2017–18, 2021-22, 2022-23, 2023-24, 2024-25 |
| Beşiktaş            | 16      | 14     | 1956–571, 1957–581, 1959–60, 1965–66, 1966–67, 1981–82, 1985–86, 1989–90, 1990–91, 1991–92, 1994–95, 2002–03, 2008–09, 2015–16, 2016–17, 2020–21                                                                                  | 1962–63, 1963–64, 1964–65, 1967–68, 1973–74, 1984–85, 1986–87, 1987–88, 1988–89, 1992–93, 1996–97, 1998–99, 1999–2000, 2006–07 |
| Trabzonspor         | 7       | 9      | 1975–76, 1976–77, 1978–79, 1979–80, 1980–81, 1983–84, 2021-22 | 1977–78, 1981–82, 1982–83, 1994–95, 1995–96, 2003–04, 2004–05, 2010–11, 2019–20 |
| İstanbul Başakşehir | 1       | 2      | 2019–20 | 2016–17, 2018–19 |
| Bursaspor           | 1       | —      | 2009–10 | |
| Eskişehirspor       | —       | 3      | | 1968–69, 1969–70, 1971–72 |
| Adanaspor           | —       | 1      | | 1980–81 |
| Sivasspor           | —       | 1      | | 2008–09 |

1 Beşiktaş chính thức yêu cầu rằng chức vô địch giành được trong các mùa giải 1956–57 và 1957–58 của Cúp Liên đoàn Thổ Nhĩ Kỳ được coi là chức vô địch Giải hạng nhất chuyên nghiệp Thổ Nhĩ Kỳ đối với Liên đoàn bóng đá Thổ Nhĩ Kỳ. Cúp được thành lập vào năm 1956 để tìm ra nhà vô địch quốc gia đại diện cho Thổ Nhĩ Kỳ, sau khi UEFA quyết định rằng chỉ những nhà vô địch quốc gia mới được tham dự Cúp C1 châu Âu. Do đó, Beşiktaş đã giành được quyền đại diện cho Thổ Nhĩ Kỳ tại 1957–58 và 1958–59. Phán quyết về vấn đề này đã được công bố trong một thông cáo báo chí vào ngày 25 tháng 3 năm 2002, trong đó chỉ ra rằng chức vô địch mà Beşiktaş giành được tại Cúp Liên đoàn sẽ được tính là chức vô địch giải đấu quốc gia.

## Số lần tham gia giải đấu
Tính đến năm 2021, 73 câu lạc bộ đã tham gia. Lưu ý: Các bảng dưới đây bao gồm đến mùa giải 2021–22. Các đội được ký hiệu in đậm là những người tham gia hiện tại.
| - 64 mùa giải: Beşiktaş, Fenerbahçe, Galatasaray - 52 mùa giải: Ankaragücü - 50 mùa giải: Bursaspor - 48 mùa giải: Gençlerbirliği, Trabzonspor - 42 mùa: Altay - 31 mùa: Gaziantepspor - 30 mùa giải: Samsunspor, Eskişehirspor, Göztepe - 26 mùa: Antalyaspor - 24 mùa giải: İstanbulspor - 23 mùa giải: Konyaspor - 22 mùa giải: Adanaspor - 21 mùa giải: Denizlispor, Çaykur Rizespor - 20 mùa: Boluspor, Kocaelispor - 18 mùa giải: Adana Demirspor, Kasımpaşa - 17 mùa: Kayserispor - 16 mùa giải: Karşıyaka, Sivasspor - 15 mùa giải: Mersin İdmanyurdu |  | - 14 mùa giải: İstanbul Başakşehir, Vefa, Zonguldakspor - 13 mùa giải: Ankara Demirspor, Sarıyer, Kayseri Erciyesspor - 12 mùa: Türk Telekomspor, - 11 mùa: Diyarbakırspor, Malatyaspor, Orduspor, Sakaryaspor - 10 mùa: Altınordu, İzmirspor, Kardemir Karabükspor, Şekerspor - 9 mùa: Feriköy, Osmanlıspor - 8 mùa: Beykozspor, Hacettepe Gençlik, Akhisar Belediyespor, Karagümrük - 7 mùa: Giresunspor - 6 mùa: Manisaspor, Alanyaspor - 5 mùa: Yeni Malatyaspor, Vanspor, Zeytinburnuspor - 4 mùa: Elazığspor - 3 mùa: Gaziantep FK, Aydınspor, Bakırköyspor, Çanakkale Dardanelspor, Erzurumspor - 2 mùa: Akçaabat Sebatspor, Adalet, Balıkesirspor, Beyoğluspor, BB Erzurumspor, Hacettepe, Yeşildirek, Yozgatspor, Hatayspor - 1 mùa: Bucaspor, Kahramanmaraşspor, Kırıkkalespor, Petrolofisi, Siirtspor |  |  |

## Tài trợ
| Giai đoạn | Nhà tài trợ | Tên giải đấu        |
| --------- | ----------- | ------------------- |
| 1959–1963 | Không có    | Millî Lig           |
| 1963–2001 | Không có    | 1. Lig              |
| 2001–2005 | Không có    | Süper Lig           |
| 2005–2010 | Turkcell    | Turkcell Süper Lig  |
| 2010–2017 | Spor Toto   | Spor Toto Süper Lig |
| 2017–2018 | No sponsor  | Süper Lig           |
| 2018–2019 | Spor Toto   | Spor Toto Süper Lig |
| 2019–2021 | Không có    | Süper Lig           |
| 2021–2023 | Spor Toto   | Spor Toto Süper Lig |
| 2023–nay  | Trendyol    | Trendyol Süper Lig  |

## Bóng thi đấu chính thức
- 2008–2010: Nike T90 Omni
- 2010–2011: Nike T90 Tracer
- 2011–2012: Nike Seitiro
- 2012–2013: Nike Maxim
- 2013–2014: Nike Incyte
- 2014–2015: Nike Ordem 2
- 2015–2016: Nike Ordem 3
- 2016–2017: Nike Ordem 4
- 2017–2018: Nike Ordem 5
- 2018–2020: Nike Merlin
- 2020–2021: Adidas Uniforia
- 2021–2022: Adidas Conext 21 Pro
- 2022–nay: Puma Orbita